# Bosley Crowther
Bosley Crowther (Lutherville, 13 de julho de 1905 — Mount Kisco, 7 de março de 1981) foi um jornalista e autor norte-americano que atuou como crítico de cinema do The New York Times durante 27 anos. Seus comentários e artigos ajudaram a moldar as carreiras de atores, diretores e roteiristas, apesar de que, as vezes, eram interpretados como desnecessários. Crowther foi um defensor dos filmes de língua estrangeira em 1950 e 1960.

## Vistas
Bosley Crowther há muito é considerado um dos críticos de cinema mais influentes de seu país e ajudou a construir a carreira de muitos grandes cineastas. Sua preocupação especial era apresentar o cinema internacional ao público americano - que assistia principalmente a filmes nacionais. Ele trouxe os diretores Roberto Rossellini, Vittorio De Sica, Ingmar Bergman e Federico Fellini para discutir nos EUA. Para filmes de que não gostava, Crowther poderia escrever com zombaria mordaz. Por décadas, Joan Crawford foi um alvo popular dele, cujas representações eram regularmente criticadas por ele.
Crowther foi franco contra a perseguição aos cineastas de esquerda durante a era McCarthy. Ele também se manifestou contra a censura cinematográfica americana do Código Hays. mais importante para ele eram os filmes que expressavam uma consciência social, razão pela qual os críticos mais jovens às vezes lhe davam uma visão moralizante dos filmes. Este conflito tornou-se claro no final de seu tempo com o New York Times através de suas críticas ao filme Bonnie e Clyde (1967), um dos filmes fundadores da Nova Hollywood. Enquanto outros críticos, a maioria mais jovens, celebraram o filme, Crowther se posicionou como um oponente do que viu como a brutalidade sem sentido do filme.

## Críticas de Bonnie e Clyde
O fim da carreira de Crowther foi marcado por seu desprezo pelo filme Bonnie and Clyde, de 1967. Ele criticou o que viu como violência sensacionalista do filme. Sua avaliação foi negativa:
É uma peça barata de comédia pastelão careca que trata as depredações hediondas daquele par malandro e como se fossem tão divertidas e divertidas quanto os cortes da era do jazz em Thoroughly Modern Millie... Personagens ridículas e acampadas do tipo de pessoas que esses desesperados eram e da maneira como as pessoas viviam no empoeirado Sudoeste naqueles anos estéreis poderiam ser passadas como comédia cinematográfica francamente comercial, nada mais, se o filme não fosse avermelhado com manchas de violência do tipo mais macabro... Essa mistura de farsa com assassinatos brutais é tão inútil quanto desprovida de gosto, pois não faz nenhum comentário válido sobre a verdade já travestida. E deixa um crítico atônito se perguntando para que serve Penn e Beatty com essa alfinetada estranhamente antiga e sentimental. 
Outros críticos, além de Crowther, criticaram o filme. John Simon, crítico da revista New York, ao elogiar sua execução técnica, declarou: "Slop é desleixado, mesmo servido com uma concha de prata". Sua distribuidora retirou o filme de circulação. No entanto, o consenso crítico sobre Bonnie e Clyde se inverteu, exemplificado por duas reavaliações de alto nível pela Time e Newsweek. Joe Morgenstern, deste último, escreveu duas resenhas em edições consecutivas, a segunda se retraindo e pedindo desculpas pela primeira. A Time contratou Stefan Kanfer como seu novo crítico de cinema no final de 1967; Sua primeira tarefa foi uma refutação ostensiva da crítica negativa original de sua revista. Uma rave na The New Yorker, de Pauline Kael, também foi influente.
Mesmo na esteira dessa reviravolta crítica, no entanto, Crowther continuou sendo um dos críticos mais obstinados do filme. Ele eventualmente escreveu três críticas negativas e periodicamente criticou o filme em críticas de outros filmes e em uma coluna de cartas de resposta aos leitores insatisfeitos do Times. O New York Times substituiu Crowther como seu principal crítico de cinema no início de 1968, e alguns observadores especularam que seus ataques persistentes a Bonnie e Clyde haviam mostrado que ele estava fora de contato com o cinema atual e pesaram muito em sua remoção.  Crowther trabalhou como consultor executivo na Columbia Pictures depois de deixar o Times.

## Publicações
- Frank Eugene Beaver: Bosley Crowther: Social Critic of the Film, 1940–1967. Ayer Publishing, 1974.
- Beverly M. Kellye: Reelpolitik II: Political Ideologies in '50s and '60s Films. Rowman & Littlefield, 2004.
- The Lion's Share: The Story of an Entertainment Empire. Ams Press, 1957.
- The Great Films: Fifty Golden Years of Motion Pictures. Putnam, New York 1971.